# Tandy Radio Shack 1000
Tandy Radio Shack 1000 (1000) је кућни рачунар фирме Тенди (Tandy Radio Shack) који је почео да се производи у САД током 1984. године.
Користио је Intel 8088 микропроцесорску јединицу а RAM меморија рачунара је имала капацитет од 128 KB (до 640 KB). 
Као оперативни систем кориштен је MS-DOS 2.11, DeskMate 1.0, GW Microsoft Basic укључени са системом.

## Детаљни подаци
Детаљнији подаци о рачунару 1000 су дати у табели испод.
|                       |                                                                                         |
| [ 1 ]                 |                                                                                         |
| Произвођач            | Тенди                                                                                   |
| Тип                   | кућни рачунар                                                                           |
| Меморија              | 128 (до 640 KB)                                                                         |
| Поријекло             | Сједињене Америчке Државе                                                               |
| Година                | 1984                                                                                    |
| Тастатура             | Тастатура са пуним помаком тастера, 92 тастера, 12 функцијских тастера                  |
| Процесор              |                                                                                         |
| Фреквенција процесора | 4,77                                                                                    |
| RAM                   | 128 (до 640 KB)                                                                         |
| ROM                   | непознато                                                                               |
| Текст                 | 80 x 25, 40 x 25                                                                        |
| Графика               | MONO/CGA/TGA, 160 x 200 (16 боја), 320 x 200 (16 или 4 боје) , 640 x 200 (2 или 4 боје) |
| Боја                  | 16 предњих боја + 8 позадинских боја                                                    |
| Звук                  | 3 гласа + 1 звучни канал                                                                |
| Димензије             | 354 x 290 x 97 / 17 фунти                                                               |
| Портови               |                                                                                         |
| Оперативни систем     | укључени са системом                                                                    |